# Parakannemeyeria
Parakannemeyeria is een geslacht van uitgestorven herbivore Therapside, een 'zoogdierreptiel'. Hij leefde gedurende het Midden- en Laat-Trias in China. De grote tanden en de gehoornde bek zijn misschien gebruikt voor graven. Parakannemeyeria had geen pantser of iets anders om zich te verdedigen. Hij moest het hebben van zijn grootte of zijn aantal. In dezelfde lagen, ook in China, is de verwante Sinokannemeyeria gevonden. Op beide werd waarschijnlijk gejaagd door cynodonten, vroege dinosauriërs en de archosauriër Shansisuchus.

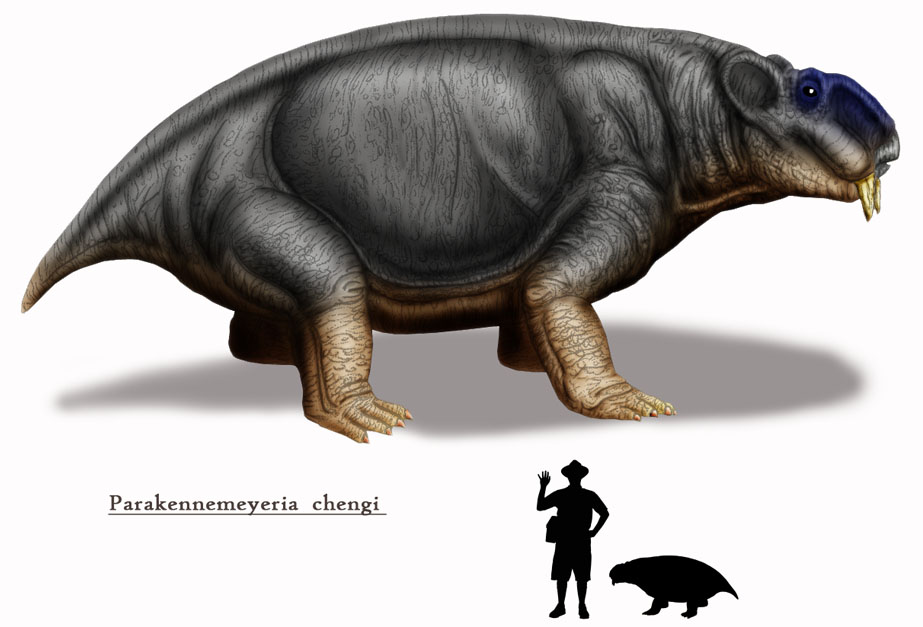
Parakannemeyeria in verhouding met een mens.